# Jeux interdits
Cet article concerne le film français. Pour la musique (bande originale du film), voir Jeux interdits (bande originale).
Pour plus de détails, voir Fiche technique et Distribution.
Ne doit pas être confondu avec Jeux interdits de l'adolescence.
Jeux interdits est un film français de René Clément, écrit par Pierre Bost et Jean Aurenche, sorti en 1952. Le film est tiré d'un roman de François Boyer intitulé Les Jeux inconnus.
Le film reçoit le Lion d'or à la Mostra de Venise 1952.

## Synopsis
Au cours de l'exode de 1940 en France, un convoi de civils est bombardé et mitraillé par des avions allemands. Paulette, cinq ans, perd ses parents et se met à errer dans la campagne, serrant dans ses bras le cadavre de son chien. Dans les bois, elle rencontre Michel, un garçon de dix ans, qui l'emmène vivre dans la ferme de ses parents. Réticent au début, le père de Michel accepte l'arrivée de Paulette, plus par peur que les Gouard, ses voisins et ennemis jurés, le fassent et en tirent une quelconque gloire, que par charité.
Paulette enterre discrètement le petit chien, mais Michel devine rapidement son geste, et à deux ils se mettent à créer des sépultures pour tous les animaux morts qu'ils découvrent : rats, crapauds, poussins, etc. Michel en vient à tuer des animaux pour rassurer Paulette.
Ne trouvant pas très réussies les croix qu'il fabrique, Michel entreprend de voler les crucifix qu'il trouve, y compris celui du corbillard qui transporte son frère. La famille est persuadée que ce sont les Gouard qui ont volé la croix de la sépulture du fils mort il y a peu. Il s'ensuit une bagarre dans le cimetière entre les deux patriarches qui finit dans une tombe prête à recevoir un cercueil. Le prêtre révèle qu'il s'agit de Michel, qu'il avait déjà surpris en train de voler une croix de l'église, alors que quelques minutes plus tôt il avait confessé les autres vols. Michel s'enfuit et passe la nuit dans le grenier. Découvert par sa sœur, il la menace de révéler ses ébats dans le foin avec le fils Gouard si elle le dénonce au père.
Le lendemain, les gendarmes se présentent. Dans un premier temps, la famille craint que ce soient les voisins qui aient porté plainte pour la croix sur la tombe de la mère Gouard, que le père a détruite après s'être aperçu que manquait celle de son fils. Il s'avère qu'ils viennent récupérer la petite Paulette. Michel propose de révéler où sont les croix en échange de la promesse que Paulette restera avec eux. Mais le père manque à sa parole et la petite est emmenée dans un couvent, mis à la disposition de la Croix-Rouge. Michel part au moulin et détruit toutes les croix. Alors qu'on l'a laissée momentanément seule à la Croix-Rouge, Paulette entend une femme appeler « Michel ». Ce n'est qu'une fille qui appelle son bon ami. Elle se met à les suivre en criant « Michel » et « maman ».

## Fiche technique
- Titre : Jeux interdits
- Réalisation : René Clément
- Assistance réalisation : Léonard Keigel, Claude Clément, Pierre Kast, René Albouze, Robert Turlure
- Scénario : Jean Aurenche, Pierre Bost et René Clément, d'après le roman Les Jeux inconnus de François Boyer
- Montage : Roger Dwyre, assisté de Françoise Javet
- Musique : pièces de Robert de Visée, Napoléon Coste, Jean-Philippe Rameau, etc., arrangées et interprétées à la guitare par Narciso Yepes
- Photographie : Robert Juillard
- Son : Jacques Lebreton
- Affichiste : Clément Hurel
- Production : Robert Dorfmann
- Société de production : Silver Films
- Pays de production :  France
- Format : noir et blanc - 1,37:1 - son monophonique
- Genre : drame, guerre
- Durée : 86 minutes
- Date de sortie : 9 mai 1952

## Distribution
- Georges Poujouly : Michel Dollé
- Brigitte Fossey : Paulette

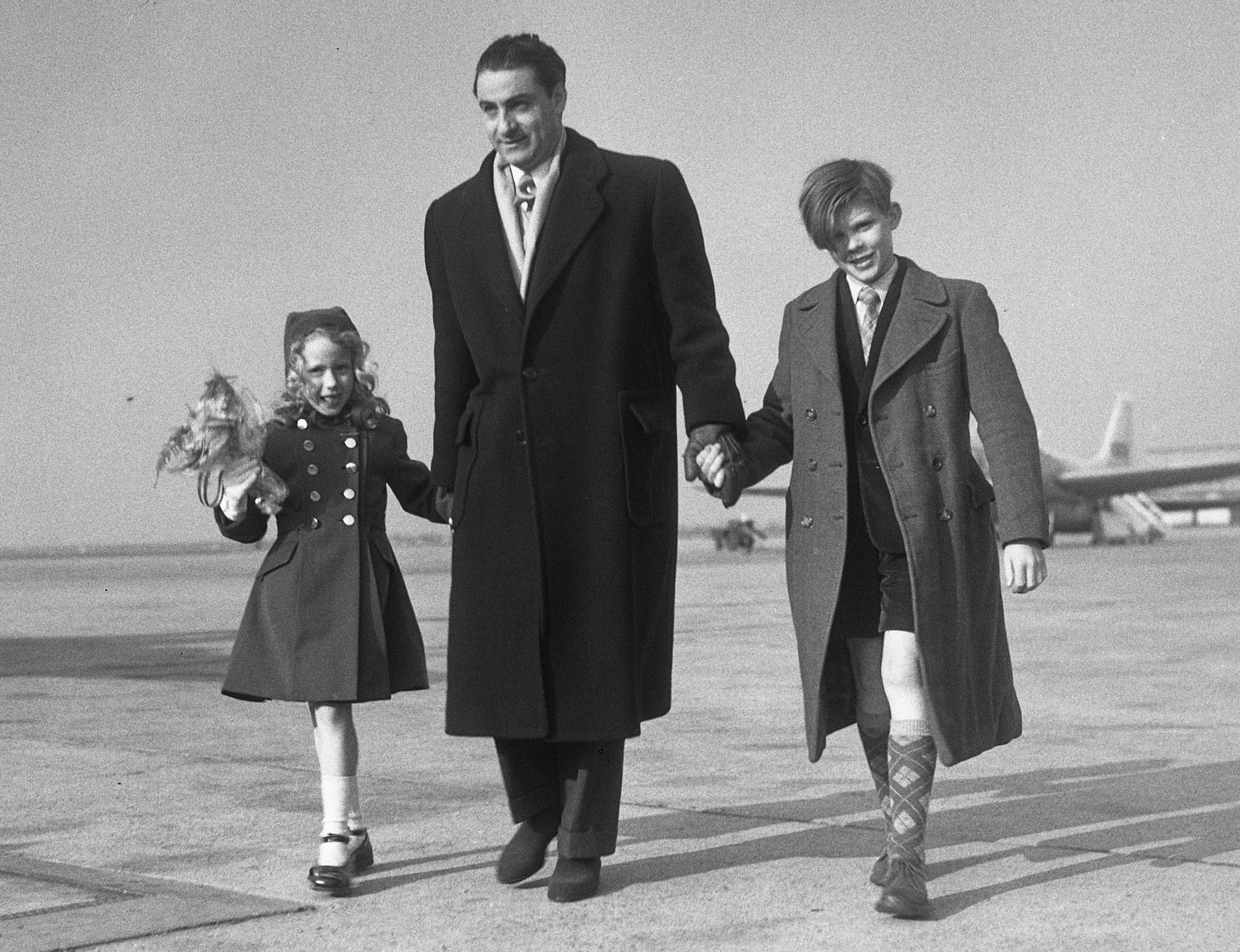
Brigitte Fossey, René Clément et Georges Poujouly en 1953 lors d'un voyage promotionnel aux Pays-Bas.

- Lucien Hubert : Joseph Dollé, le père
- Laurence Badie : Berthe Dollé
- Amédée : Francis Gouard, le fils des voisins, aimé de Berthe
- Suzanne Courtal : madame Dollé, la mère
- Jacques Marin : Georges Dollé, le fils aîné
- Marcel Mérovée (crédité Pierre Merovée) : Raymond Dollé, le fils réformé
- Louis Saintève : le prêtre
- André Wasley : monsieur Gouard, le voisin
- Madeleine Barbulée : sœur à la Croix-Rouge
- Violette Monnier : Renée Dollé, la fille cadette
- Denise Perronne : Jeanne Gouard
- Fernande Roy : la fille Gouard
- Acteurs non crédités :
  - André Enard : le premier gendarme
  - Marcelle Feuillade : la mère de Paulette
  - Roger Fossey : le père de Paulette
  - Marie-Pierre Casey  : une infirmière
  - Louis Herbert
  - Bernard Musson : le deuxième gendarme
  - Annie Ravel : une cousine de Georges en deuil
  - Georges Sauval : le conducteur de la charrette
  - Maud Slover : une dame au centre des réfugiés
  - Janine Zorelli : vieille dame dans la charrette

## Musique
La bande originale du film est choisie et interprétée par le guitariste Narciso Yepes qui a fait un léger arrangement de diverses partitions. La mélodie la plus célèbre, Jeux interdits, est depuis devenue un classique de l'apprentissage de la guitare.
Narciso Yepes a d'abord présenté ce morceau comme un arrangement d'une « romance anonyme » du folklore, puis a prétendu l'avoir composé à sept ans en 1934 en cadeau pour sa mère, mais il s'agissait bien plus vraisemblablement d'un arrangement car on a depuis retrouvé la trace de manuscrits antérieurs à sa naissance, avec comme titre Romance de Sor, ce qui suggère que l'auteur pourrait être Fernando Sor (d'autres pistes sont évoquées : Matteo Carcassi, etc.).
La mélodie originale, Romance anonyme, se trouvait déjà dans le film de Rouben Mamoulian Arènes sanglantes, réalisé onze ans avant le film de René Clément.

## Autour du film

### Anecdotes
- Dans un premier temps, René Clément se lance dans l'adaptation du bref roman de François Boyer pour en faire un moyen métrage, Croix en bois, croix en fer, qui doit s’intégrer avec d'autres dans un film à sketches sur le thème « les enfants et la guerre ». Devant l'intérêt qu'il découvre dans le résultat une fois le tournage bouclé et sur les conseils de Jacques Tati, il décide de compléter le scénario et tourne de nouvelles séquences pour réaliser un long métrage indépendant qui a le succès que l'on sait[3].
- Ce sont les parents de l'actrice Brigitte Fossey qui interprètent les parents de Paulette.
- Le succès du film est tel que Brigitte Fossey est présentée à la reine Élisabeth II en février 1953.
- L'écriture de Jeux interdits par Jean Aurenche et Pierre Bost est évoquée dans le film Jean Aurenche, écrivain de cinéma (2010).
- Alors que le tournage du film n'est pas terminé, Georges Poujouly commence celui de Nous sommes tous des assassins, d'André Cayatte, lequel lui fait couper les cheveux presque à ras, si bien que, à la grande fureur de René Clément, le jeune acteur doit porter une perruque lorsqu'il reprend le tournage du film[4].
- Marie-Pierre Casey joue dans le film son premier rôle au cinéma.
- On entend une variation sur le thème musical de ce film dans L'Arbre de Noël, de Terence Young, avec Bourvil (1969).

### Lieux de tournage
- Alpes-de-Haute-Provence
  - Pont d'Aiguines (Moustiers-Sainte-Marie et Aiguines)[5]. Depuis 1974, ce pont est noyé sous les eaux du lac de Sainte-Croix[6],[7].
  - La Foux de Peyroules,
  - Abbaye Notre-Dame du Val, Mériel (scènes au dortoir).

## Distinctions
- Oscar d'honneur du meilleur film étranger en 1953
- Lion d'or à la Mostra de Venise 1952
- BAFTA du meilleur film (1954)
- Grand Prix Indépendant Festival de Cannes 1952
- Prix Femina 1952
- Meilleur film français et étranger Critique américaine 1952
- Prix de la critique japonaise Tokyo 1953
- Meilleur film mondial Critique anglaise Londres 1953